# Maison des Vettii
La Maison des Vettii est une maison romaine située à Pompéi, ensevelie et préservée par l'éruption du Vésuve en 79 apr. J.-C.. Elle porte le nom de ses propriétaires, deux affranchis : Aulus Vettius Conviva (un Augustalis) et Aulus Vettius Restitutus.
Des fouilles minutieuses ont découvert ses fresques murales, la quasi-totalité desquelles  sont préservées, notamment douze scènes mythologiques. Elles sont peintes dans le 4e style pompéien, après le tremblement de terre de 62 apr. J.-C..
Elle est l'une des plus grandes de Pompéi. Seule l'absence d'un tablinum marque sa différence avec le plan classique d'un domus.
La maison rouvre aux touristes en janvier 2023 après deux décennies de restauration.

## Plan

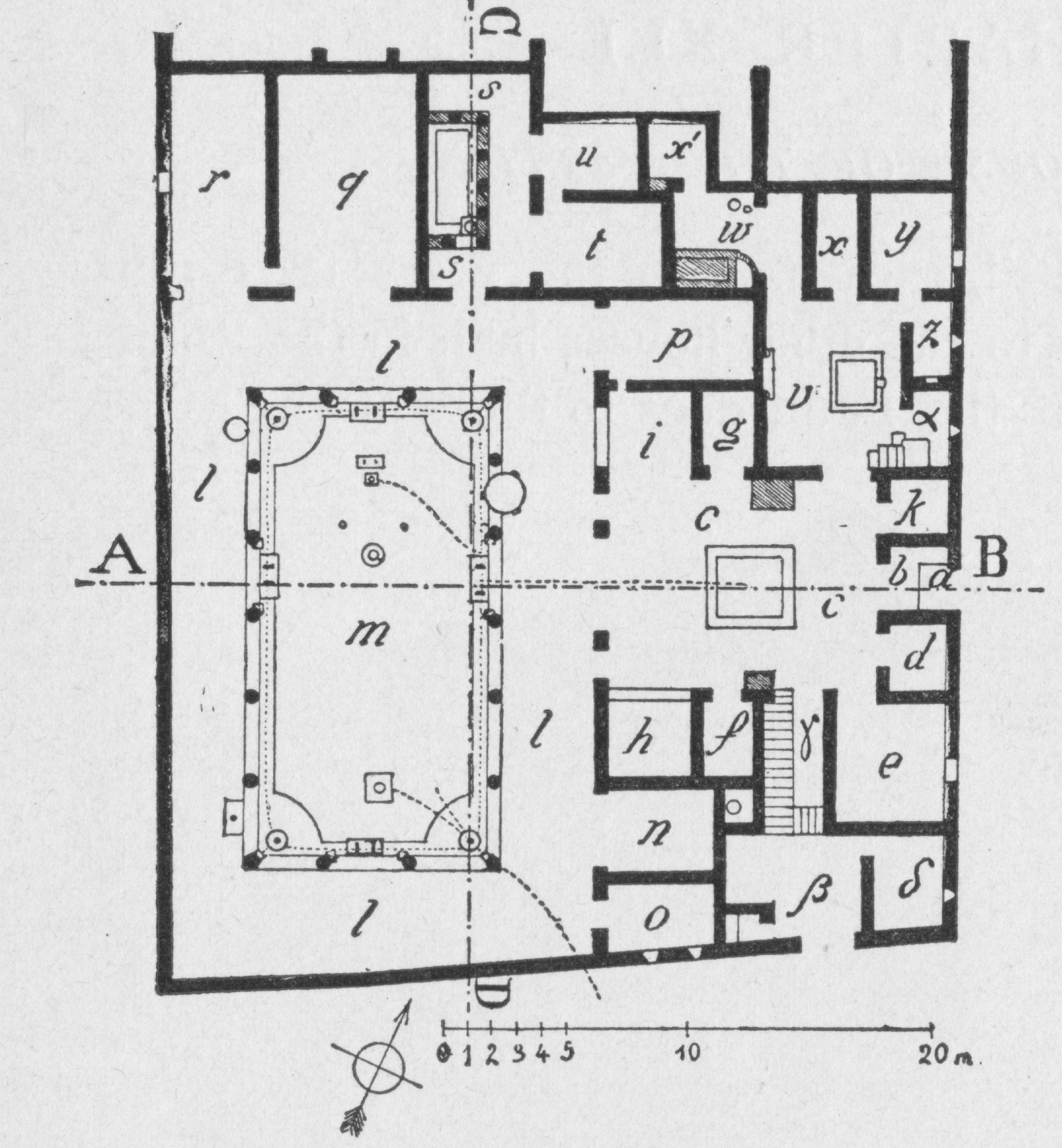
Plan d'étage de la maison des Vettii, 1907, August Mau.

Le plan dressé en 1907 par August Mau montre les cinq pièces principales qui sont :
- le grand atrium,
- le petit atrium,
- le grand péristyle,
- le petit péristyle, et
- la boutique.

La maison dispose d'un grand jardin. Le logement principal donne sur le grand atrium, et le logement des domestiques sur le petit atrium. L'entrée principale donne, à l'est, sur le Vicolo dei Vettii, et la seconde donne, au sud, sur le Vicolo di Mercurio. Cinq petites fenêtres donnent sur la façade est deux fenêtres verticales étroites sur la façade sud, et une seule petite fenêtre sur la façade ouest.

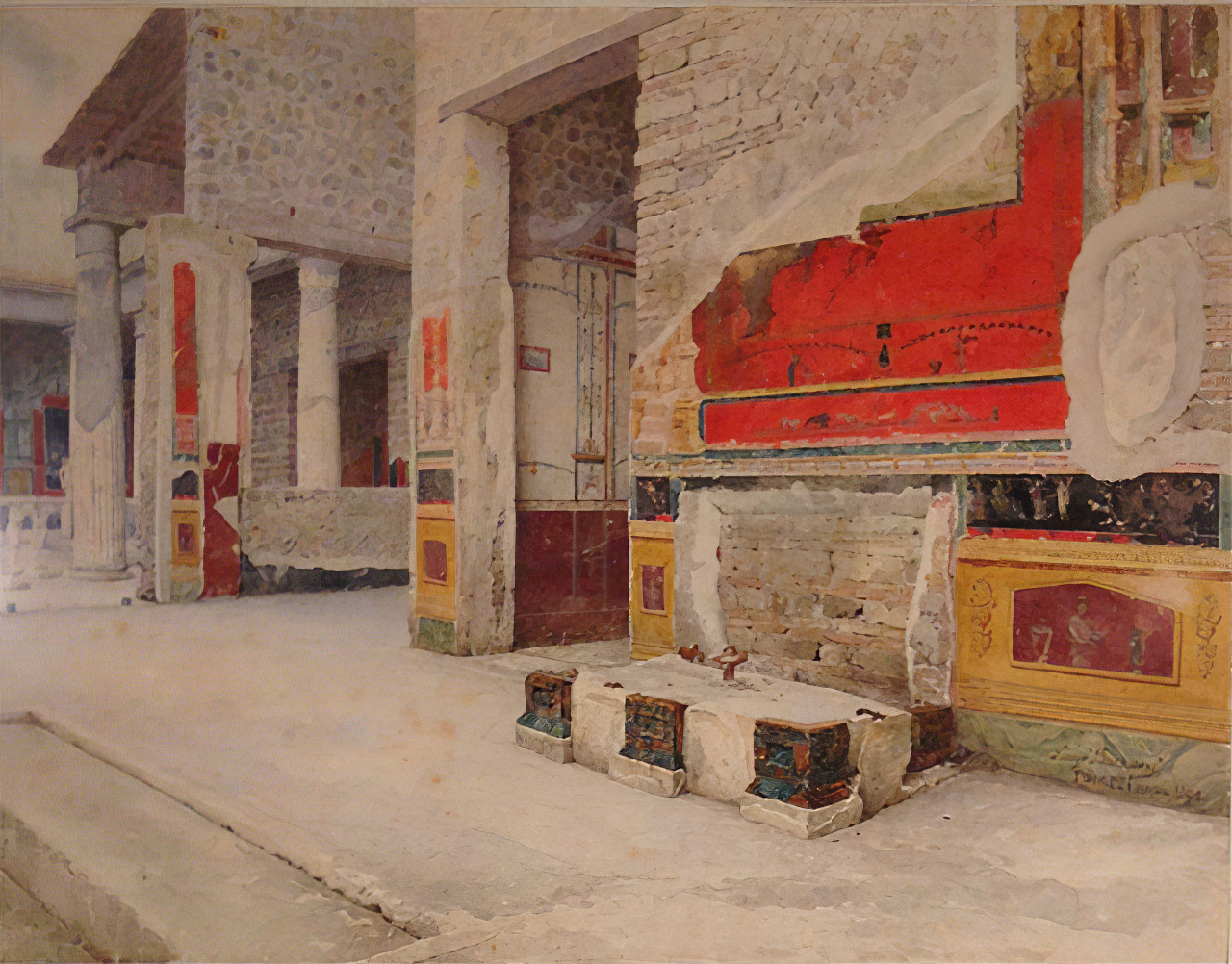
Atrium de la Maison des Vetti VI 15 1 à Pompéi, 1895, par Luigi Bazzani.

Le petit atrium et le petit péristyle sont dans la partie nord. Le grand atrium est entouré de quatre cubicula (chambres à coucher), très probablement ceux des principaux occupants de la maison.
Deux alae et un triclinium d'hiver entourent cet atrium. Les fauces (passages étroits de chaque côté du tablinum) et le vestibule y donnent accès depuis l'entrée principale.
Les quatre pièces qui entourent le petit atrium auraient été utilisées par les domestiques, comme débarras, cuisine et logements pour le cuisinier, et impluvium. Un escalier dans le coin sud-est du petit atrium menait au deuxième étage, qui n'existe plus.
La maison a deux zones de services, l'une autour du petit atrium, l'autre accessible de l'atrium principal et la deuxième depuis le Vicolo di Mercurio. Une grande porte ouvrait sur la taberna, la boutique, qui hébergeait aussi les animaux de trait. Outre le magasin, il y a une autre pièce et des latrines.
De l'entrée principale et du grand atrium, on peut voir l'arrière du jardin, entouré du grand péristyle, sur lequel donnent deux triclinia, un oecus et deux débarras. La plupart des pièces de la maison s'ouvrent soit sur le hall d'entrée, soit sur l'arrière du jardin.
Le petit péristyle, au nord, est bordé par un triclinium et un cubiculum.
La Maison des Vettii n'a aucun tablinum.

## Peintures

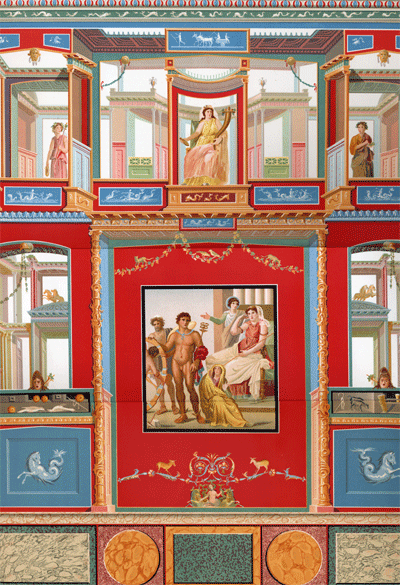
Luigi Bazzani , Le châtiment d'Ixion, aquarelle de 1895 basée sur le mur est de l'exèdre P (plan Mau).
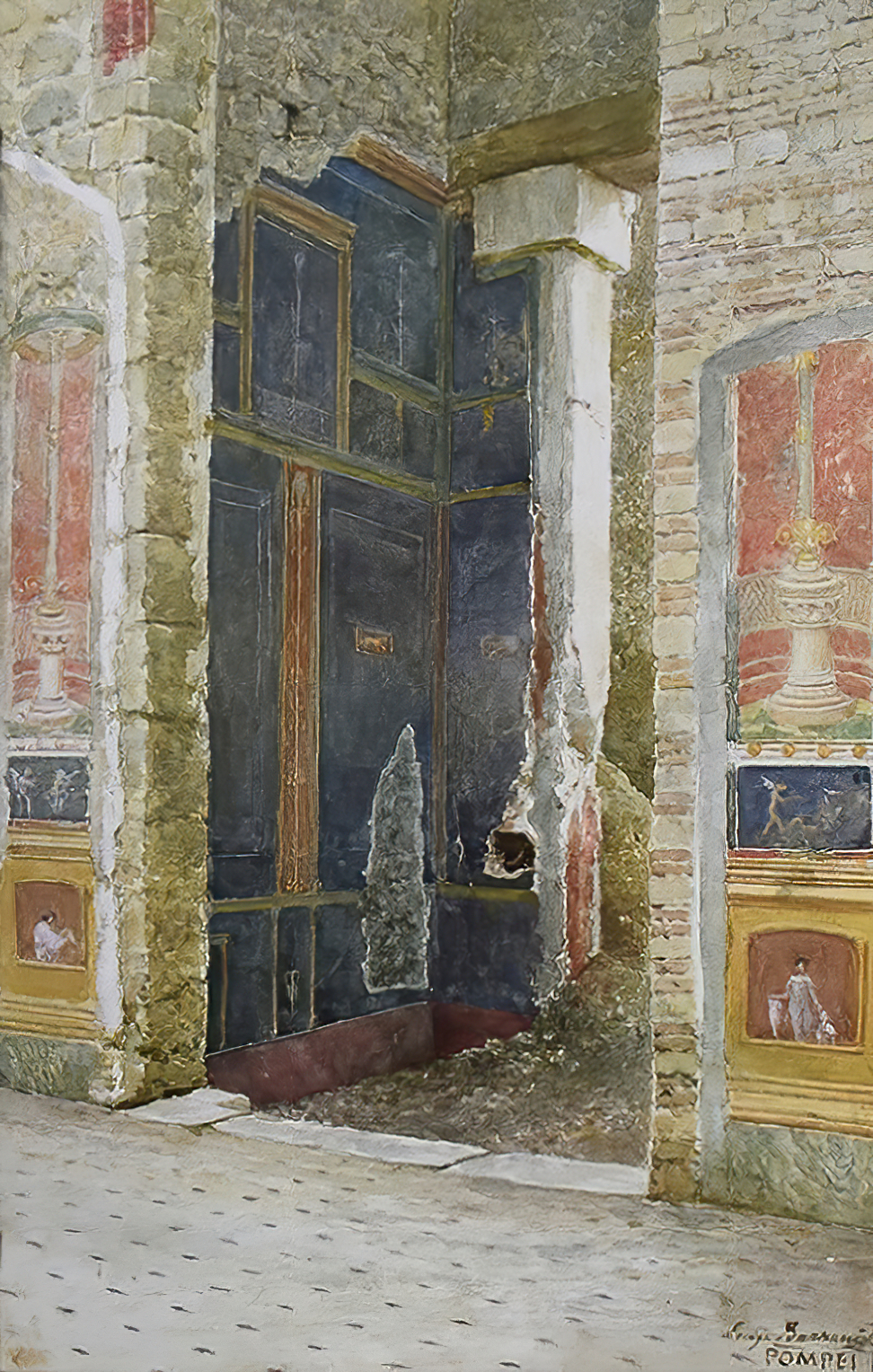
Luigi Bazzani, avant 1927, Maison des Vetti (aquarelle).

La Maison des Vettii présente un large assortiment de fresques du quatrième style pompéien. Il reste douze panneaux qui représentent des scènes mythologiques. Ce quatrième style combine les trois styles précédents.
Le premier style est visible dans l'anneau de faux marbre qu'on voit au bas du mur.
Le second dans l'anneau supérieur, avec ses scènes en trompe-l'œil et ses scènes mythologiques.
Le troisième dans les colonnes d'une minceur irréaliste supportant le registre supérieur des fresques murales.
Les douze scènes mythologiques sont nouvelles dans le style. Elle sont sans doute copiées à partir de  peintures grecques dont aucune n'a survécu,. Les thèmes de récompense et de punition divines, qui les parcourt mettent particulièrement en avant le pouvoir de Jupiter et ses fils, garants de l'ordre mondial.
Au-delà de ces douze peintures mythologiques, la Maison des Vettii montre aussi beaucoup pièces. Les deux représentations de Priape, dieu de la fertilité, sont les plus célèbres : une fresque sur la porte représente Priape pesant son membre phallique sur une balance, et une sculpture de marbre qui lui fait écho.

### Punition d'Ixion

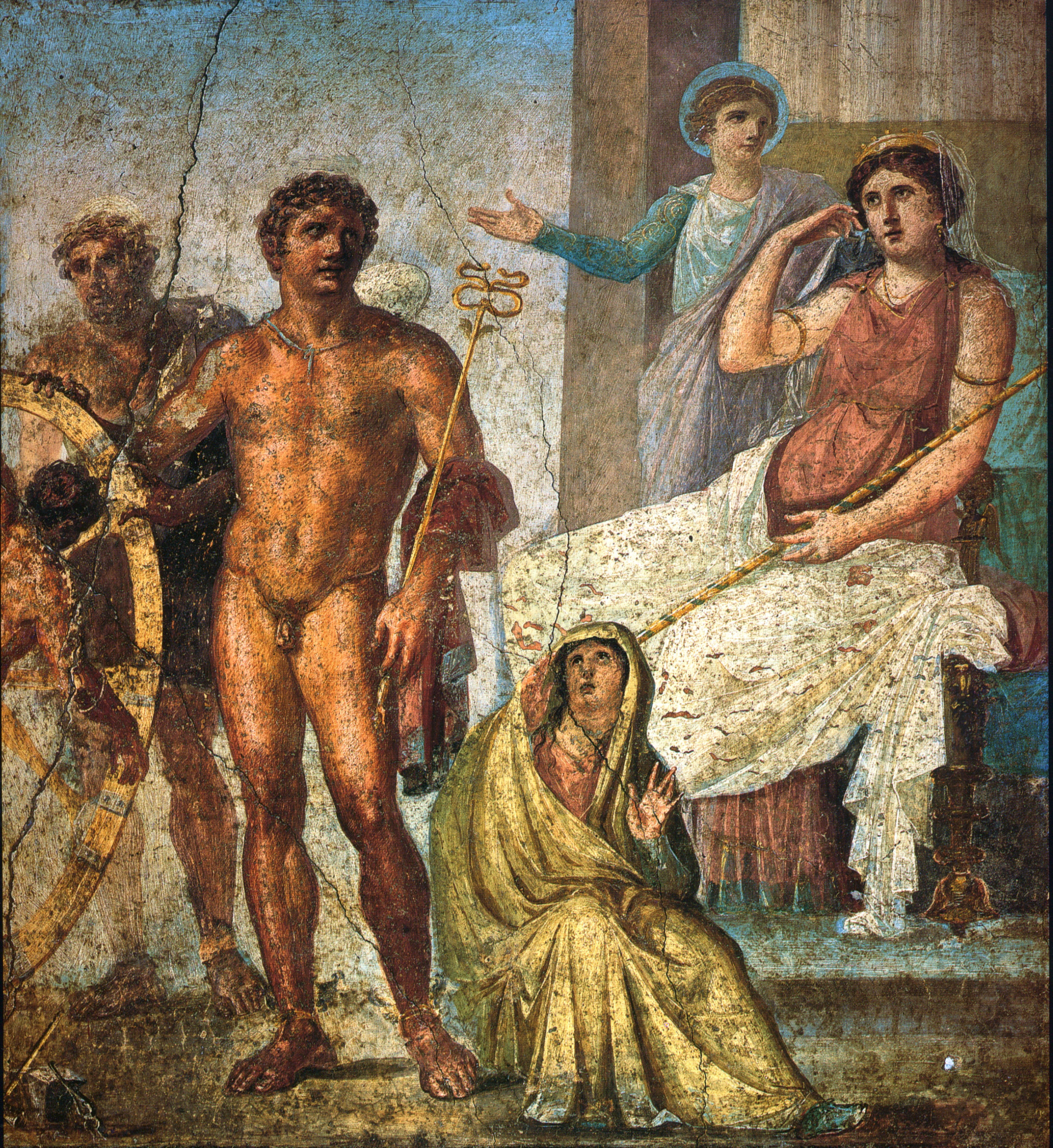
Le châtiment d'Ixion dans la maison des Vettii à Pompéi.

Cette scène mythologique, peinte sur le mur est du triclinium nord qui jouxte le grand péristyle, montre le moment où Ixion, le roi des Lapithes, est châtié pour avoir trahi Zeus. Accueilli d'abord dans l'Olympe par le dieu, Ixion commence à convoiter Héra, l'épouse de Zeus, qu'il tente de séduire. Zeus, pour tromper Ixion, crée la déesse des nuages Néphélé à l'image d'Héra. De l'union de Ixion et Néphélé naissent les Centaures. Zeus bannit Ixion de l'Olympe et ordonne à Hermès de l'attacher à une roue de feu ailée, qui doit tourner pour l'éternité.
La fresque des Vettii montre Ixion attaché à la roue volant et, au premier plan, Hermès, qu'on reconnait  à ses sandales ailées et son caducée. Héphaïstos se tient derrière, mettant d'une main la roue en mouvement. Hermès regarde Héra. Celle-ci trône à droite, un long sceptre d'or à la main et une couronne d'or sur la tête. Sa messagère, Iris, tend le bras pour montrer à Hera le châtiment d'Ixion. Héra écarte son mince voile pour regarder la scène. La jeune femme assise à côté d’Hermès, une main levée, est Nephélé ou la mère d'Ixion.

### Dédale et Pasiphaé

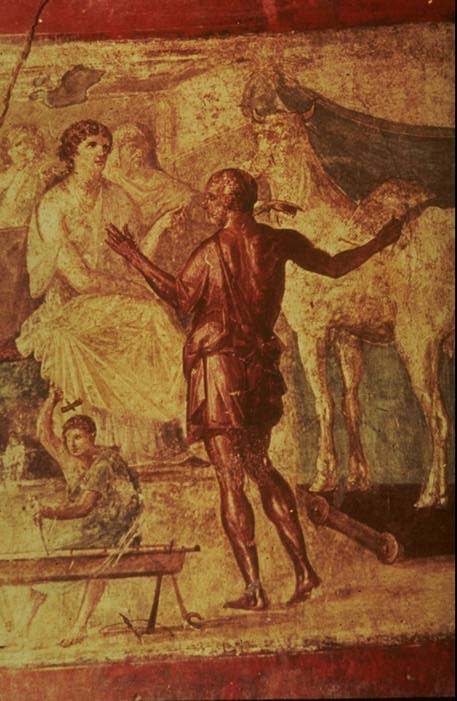
Dédale et Pasiphaé.

La scène mythologique Dédale et Pasiphaé est située sur le mur nord du même triclinium où est représenté le Châtiment d'Ixion. Cette scène représente l'épouse du roi Minos, Pasiphaé, et l'artisan Dédale, à qui Pasiphaé a ordonné de construire une vache pour qu'elle puisse dormir avec le précieux taureau de son mari. Sa convoitise envers le taureau était une conséquence du refus du roi Minos de sacrifier le taureau à Poséidon, provoquant la colère du dieu qui a puni le roi Minos en obligeant Pasiphaé à convoiter le taureau. Pasiphae tombe plus tard enceinte du Minotaure. Dédale et son fils Icare furent punis d'emprisonnement par le roi Minos pour son aide, ce qui donna naissance au célèbre mythe d'une évasion ailée de Crète.
Représenté dans cette scène, Dédale présente à Pasiphaé la vache en bois. Dédale est positionné au milieu du tableau, le dos tourné. Il pose une main sur la vache en bois et fait un geste de l'autre main, expliquant la vache à Pasiphaé et à son entourage. Pasiphaé est assise à gauche avec deux assistantes derrière elle. les trois personnages regardent au-delà de Dédale, se concentrant sur une zone au-dessus de la vache. Un préposé montre du doigt l'ouverture dans le dos de la vache. Un jeune garçon est assis à gauche de Dédale, soit un apprenti, soit Icare. Le garçon lève un marteau dans sa main droite et tient un ciseau dans sa gauche, placé contre la poutre en bois.

### Dionysos découvre Ariane

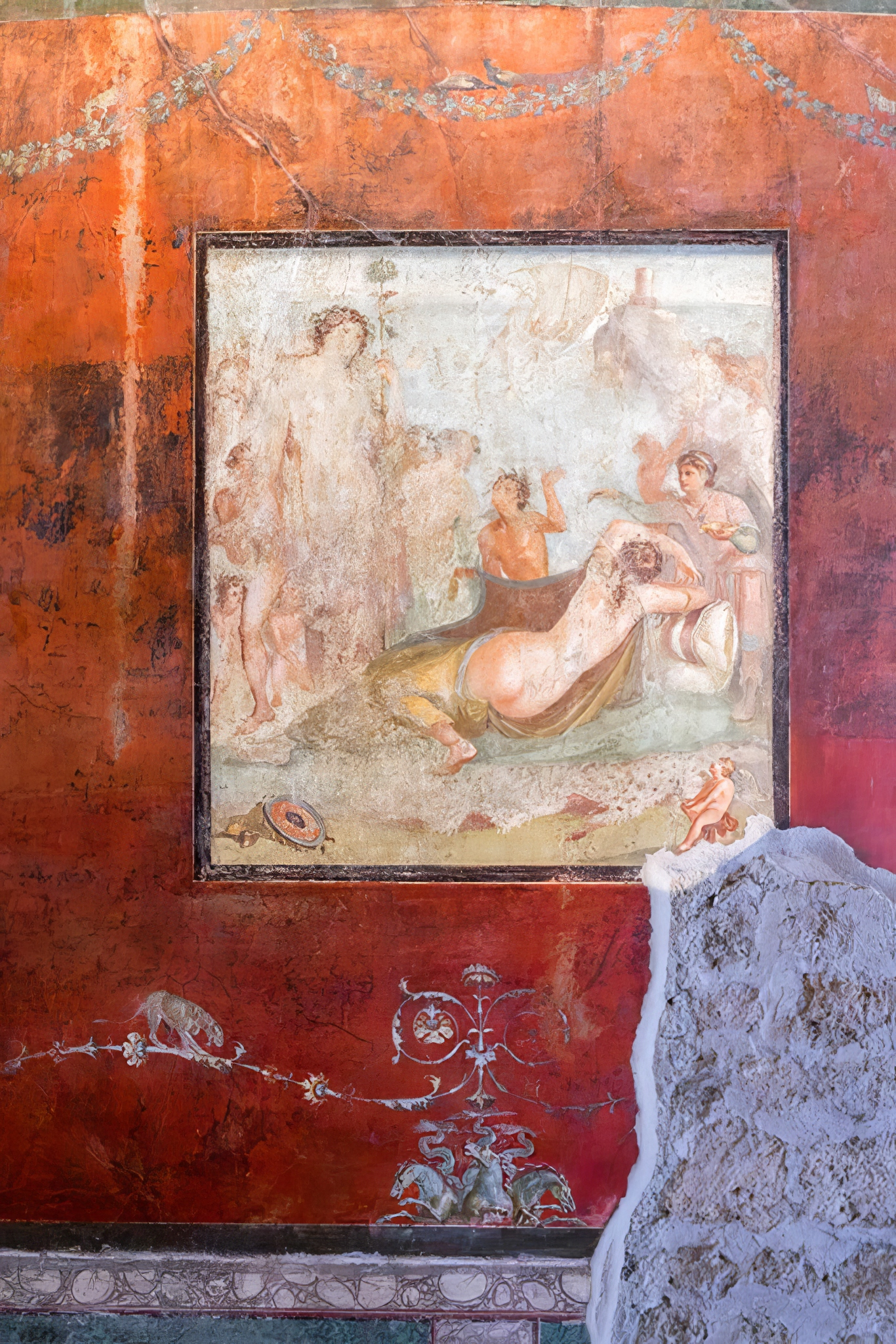
Dionysos regardant endormie Ariane abandonné par Thésée.

La dernière scène mythologique du triclinium nord, sur le mur sud, est héritée de nombreux vases grecs. Elle représente Dionysos découvrant Ariane. La fille du roi Minos et de Pasiphaé, abandonnée par Thésée, le tueur du Minotaure, est trouvée à Naxos endormie. Dionysos l'épouse.

### Mort de Penthée

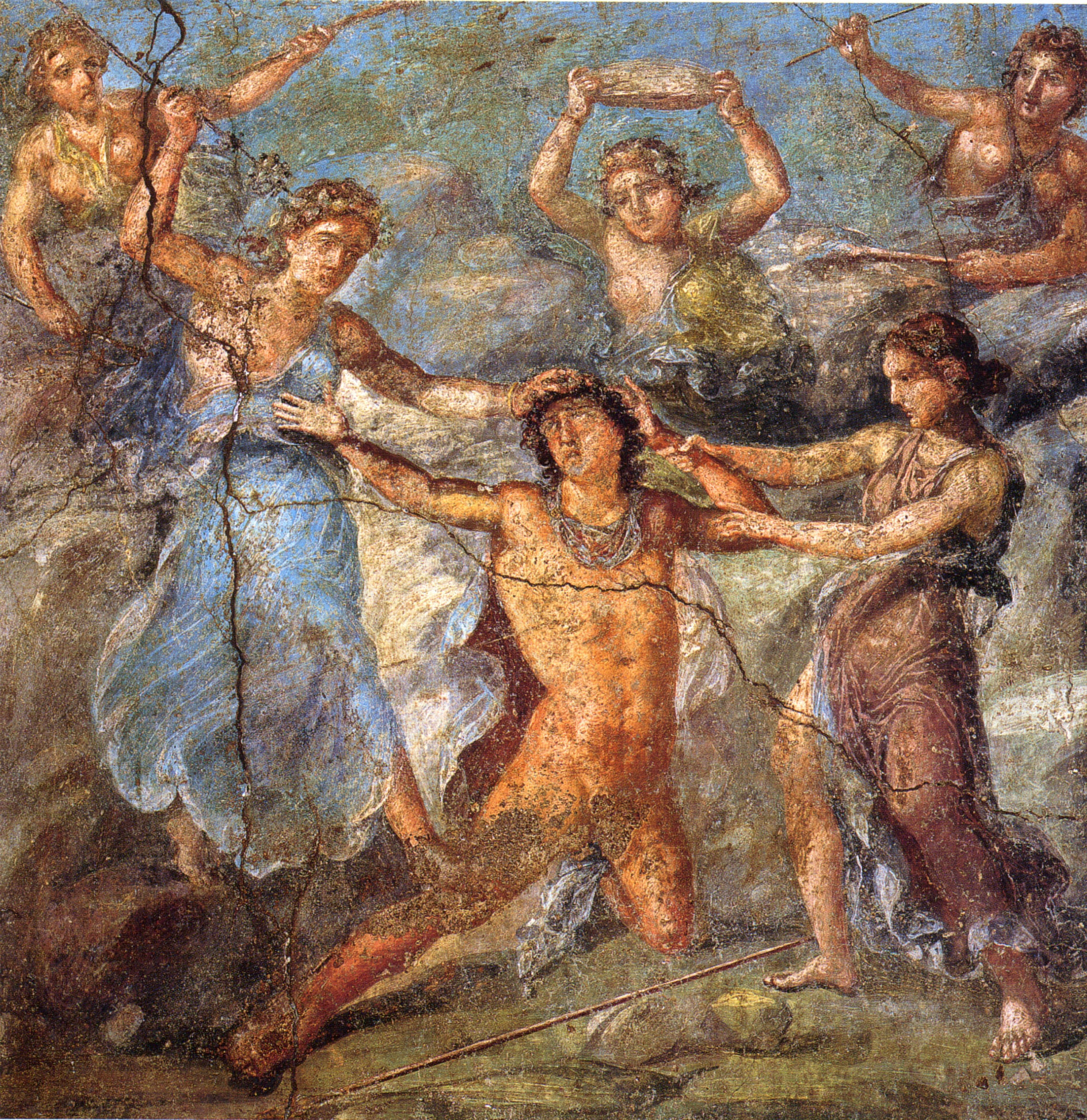
Mort de Penthée.

Cette scène est peinte sur le mur est du triclinium sud. Penthée, le légendaire roi de Thèbes, est tué par les femmes de Thèbes disciples de Dionysos.

### Punition de Dirce

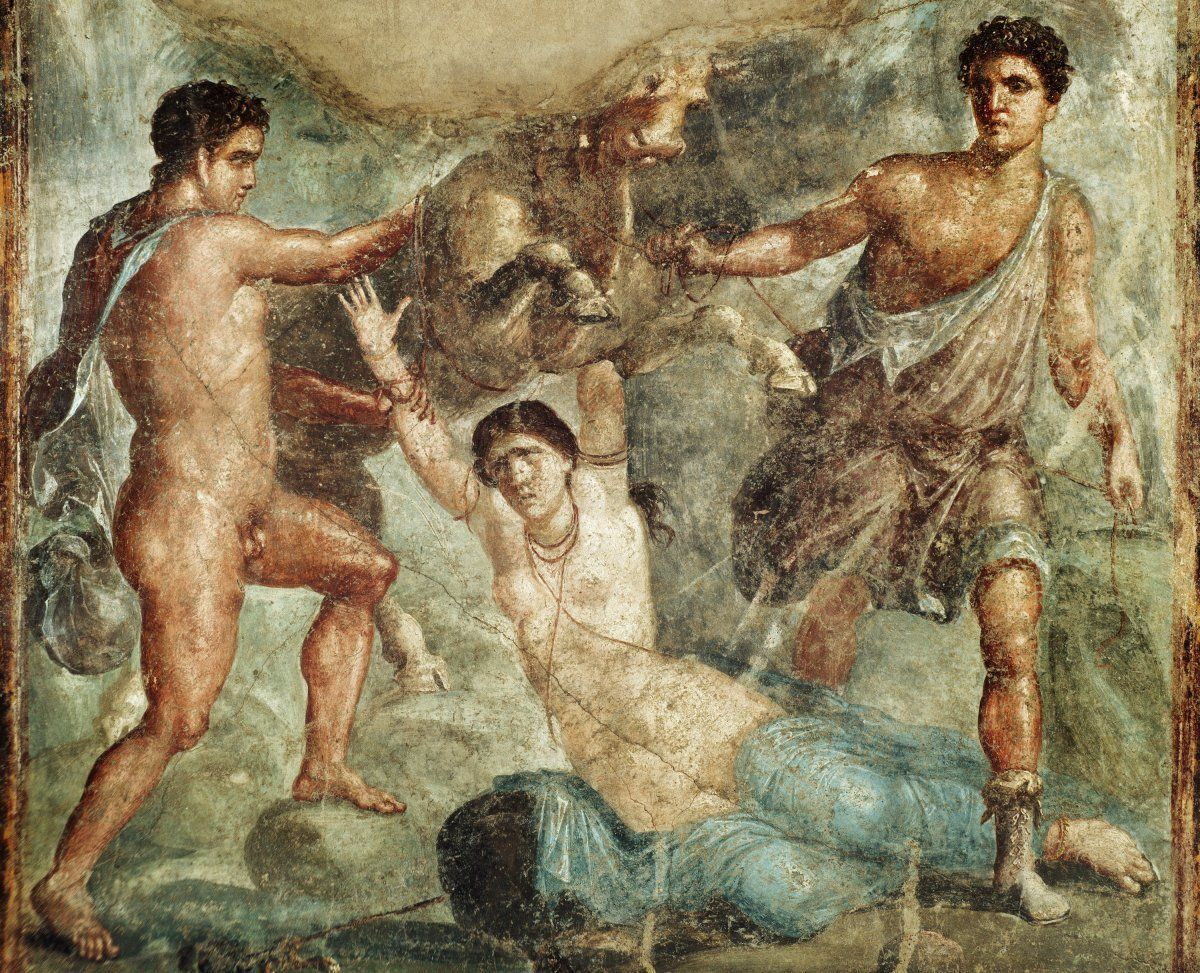
Punition de Dirce.

La deuxième scène mythologique, sur le mur sud du triclinium sud, représente Dircé, épouse de Lykos, punie par Amphion et Zethus.

### Héraclès enfant étrangle les serpents

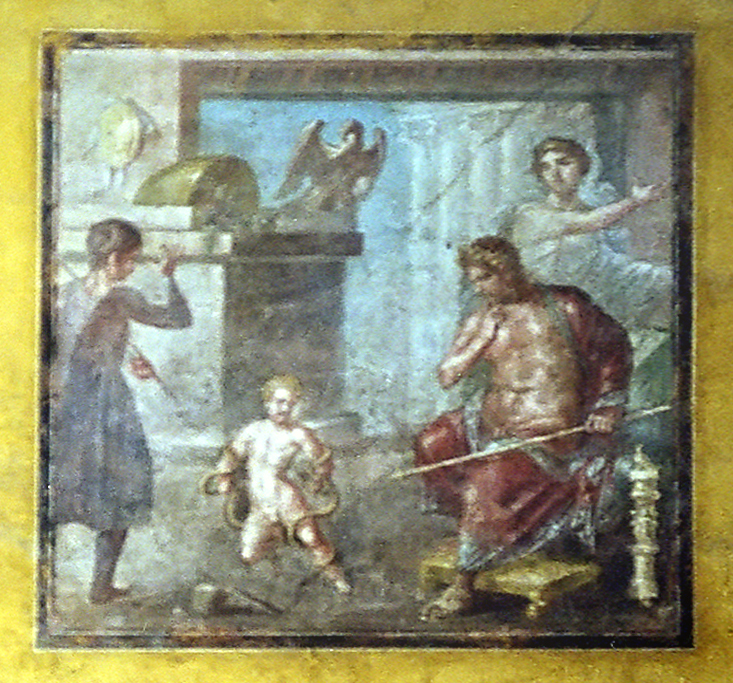
Héraclès enfant étranglant les serpents.

La dernière scène mythologique du triclinium sud est sur le mur nord. L'enfant Héraclès y étrangle les serpents envoyés par Héra pour le tuer.

### Lutte entre Pan et Éros

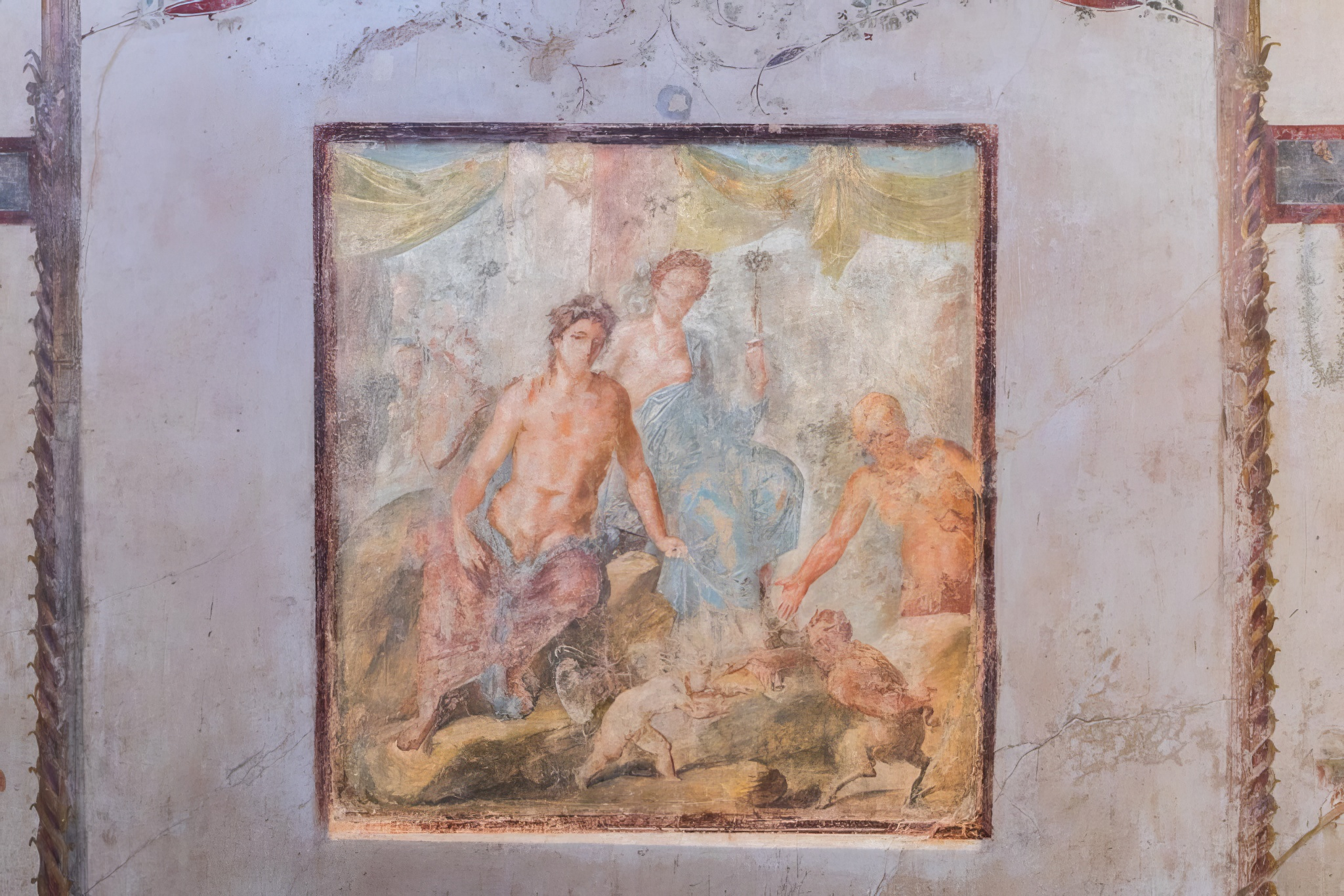
Dionysos et Ariane assistent à un combat entre Éros et Pan.

La scène mythologique, Lutte entre Pan et Éros est située dans le triclinium sud-est, entourant le grand atrium, sur le mur sud.

### Cyparisse

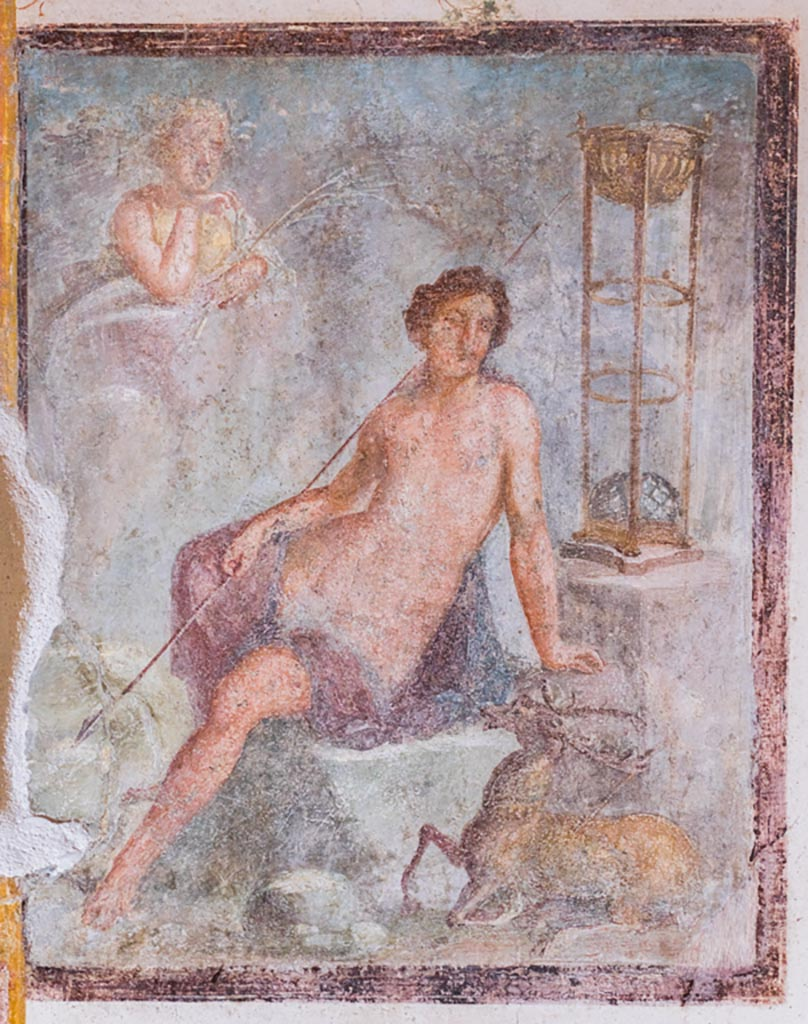
Métamorphose de Cyparissus.

### Héraclès et Auge

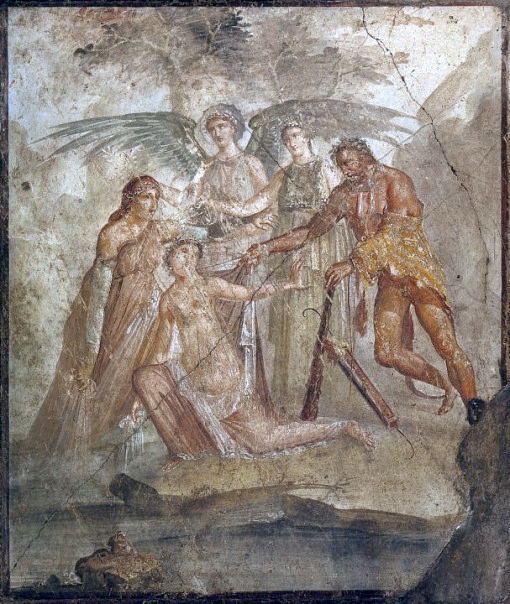
Hercule et Auge depuis le mur sud du triclinium t (plan Mau).

### Ariane abandonnée par Thésée

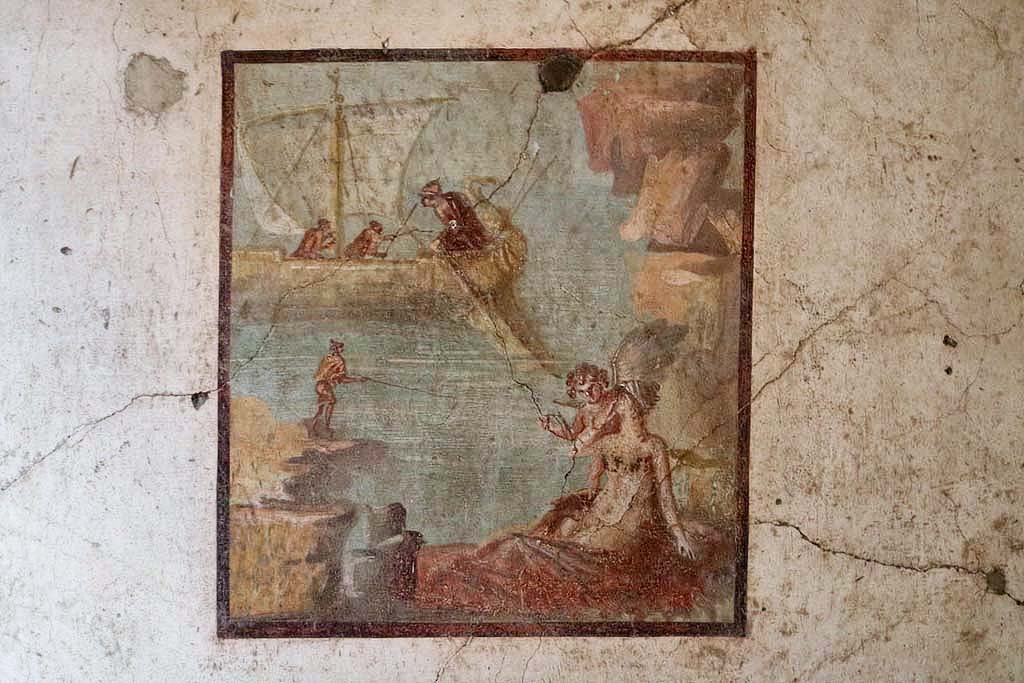
Ariane abandonnée par Thésée.

### Héros et Léandre

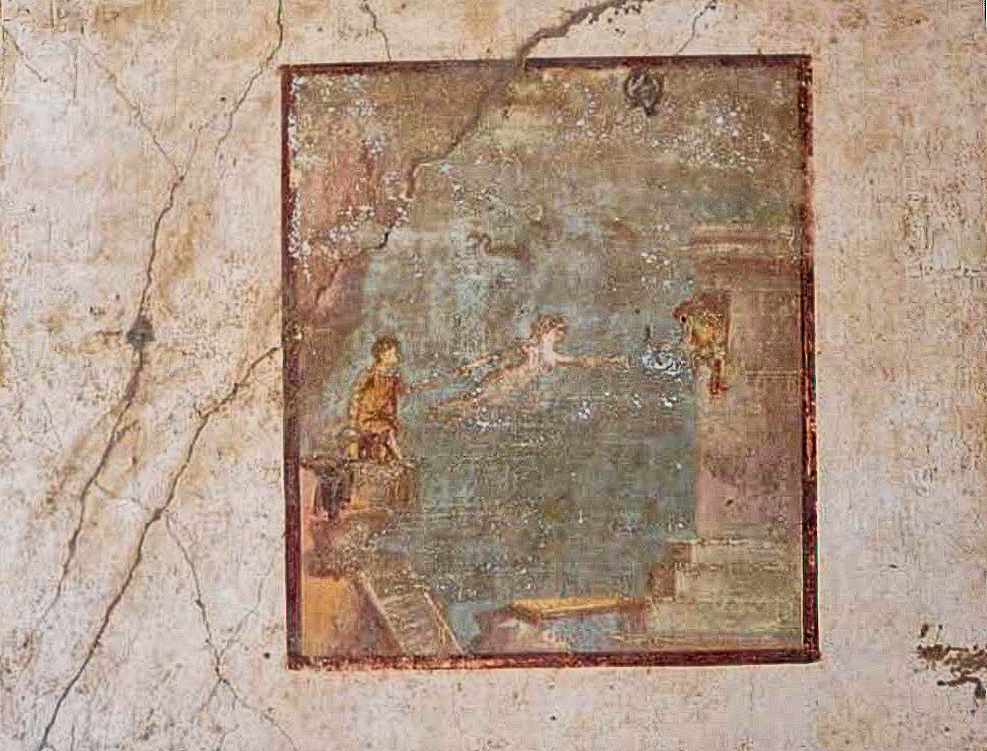
Léandre nageant vers son héros bien-aimé dans sa tour.

## Les propriétaires

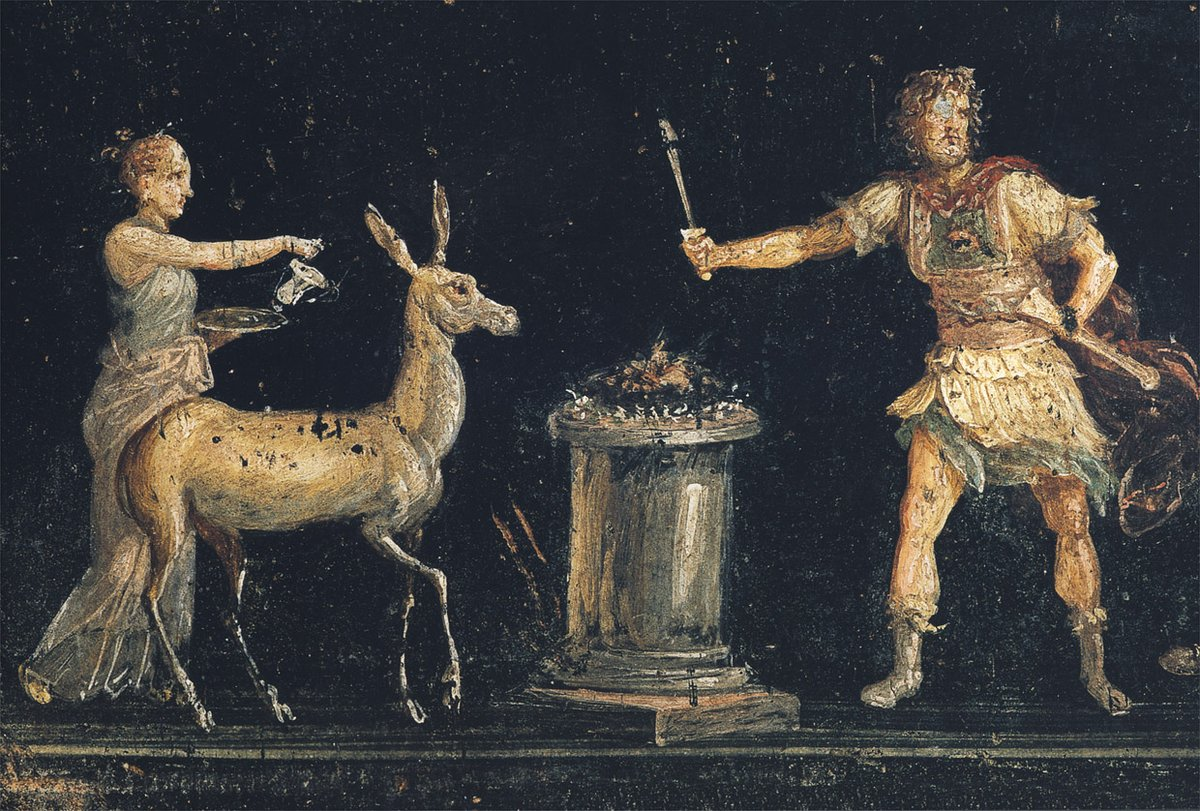
Sacrifice en l'honneur de la Diane, ici accompagnée d'un cerf. (triclinium).

La Maison des Vettii appartenait à Aulus Vettius Conviva et Aulus Vettius Restitutus, anciens esclaves ou affranchis. Les érudits sont arrivés à cette conclusion après avoir trouvé les noms sur deux sceaux en bronze situés dans le hall d'entrée. L'un des sceaux était gravé « A. Vetti Restituti ou d'« Aulus Vettius Restitutus ». De l'autre « A. Vetti Convivaes » [sic] ou d'« Aulus Vettius Conviva » a été gravé dans le sceau. De plus, une bague portant les initiales AVC a été trouvée. D'autres preuves soutiennent l'identification des propriétaires grâce à des tablettes de cire et des avis collés à l'extérieur de la maison. Les tablettes commerciales conservées de Lucius Caecillius citent A. Vettius Conviva comme témoin. La tablette identifie Conviva comme un homme libre. D'autres preuves de la position de Conviva dans la société romaine, et accessoirement de sa propriété de la Maison des Vettii, se trouvent sous forme de graffitis. Sur la façade sud de la maison, il est identifié comme un Augustalis, un type de prêtre, qui se reflète dans les fragments d'un anneau de sceau abrégé en « Aug » après son nom. Les chercheurs ont cependant noté qu'on ne peut pas affirmer avec certitude que les Vettii en sont les propriétaires, même si la plupart pensent qu'ils l'étaient, en raison du nombre limité de preuves épigraphiques (gravées). On pense que la famille Vetti était un affranchi de la famille aristocratique. Cette croyance est enracinée dans la cognomina, ou troisième prénom, Conviva et Restitutus étant associés à la servitude ainsi qu'à la richesse des décorations de la Maison des Vettii. De plus, le poste d'Augustalis était souvent occupé par d'anciens esclaves. Le nom « Restitutus » était aussi communément un nom d'esclave. Les érudits ont débattu de la relation entre les deux hommes, beaucoup pensant qu'ils étaient frères ou compagnons d'esclavage. D'autres théories suggèrent que Conviva était propriétaire de la maison et que Restitutus était un fils, un frère ou un affranchi, ou un autre membre important de la maison qui a hérité de la maison au décès de Conviva.

### Lectures complémentaires
- R. Etienne, Pompéi. Le jour de la mort d'une ville (Londres 1986 ; 3e éd. 1994)
- R. Laurence, Roman Pompéi : Espace et société (Londres, 1994)
- A. Wallace-Hadrill, Maisons et société à Pompéi et Herculanum (Princeton, 1994)
- Beth Severy-Hoven, « Récits de maître et peinture murale de la maison des Vettii, Pompéi », Genre et histoire 2012, vol. 24 (3) 540-80
- Rowland, Ingrid D. (2014). De Pompéi : L'au-delà d'une ville romaine. Cambridge, Massachusetts : Presse universitaire de Harvard.